# Bastryk Vallis
La Bastryk Vallis è una struttura geologica della superficie di Venere.